# 安邁進國際影業
安邁進國際影業股份有限公司（英語：Amazing Film Studio）致力於電影製作、電視節目製作、音樂製作、演唱會製作、電影動畫及特效製作 、整合行銷、電影發行、藝人經紀、公關活動、宣傳統籌、媒體規劃及網路策略結合。主要成員來自2011年電影 《那些年，我們一起追的女孩》的行銷企劃統籌及音樂製作團隊。
創辦人崔震東先生為前SONY MUSIC大中華區總裁，華語樂壇天王天后邁向國際舞台的幕後推手；成功打造樂壇巨星周杰倫、王力宏、F4及蔡依林等。
2011 年領導旗下音樂製作及宣發團隊，成功行銷電影《那些年，我們一起追的女孩》，締造多項賣座記錄。在電影題材、拍攝內容、行銷模式都成為近年華語片的指標。崔震東先生更成為華語影壇幕後的黃金推手。
2013年安邁進國際影業以精準眼光投入電影《小時代》及《小時代 青木時代》之製作及宣發
2014年再度創造全新愛情喜劇電影《等一個人咖啡》。三部作品皆創下影壇票房及口碑之傳奇
2016年創辦人崔震東執導拍攝首部電影長片《樓下的房客》，再度為台灣影壇投下震撼彈，不但受邀為台北電影節開幕片並榮獲最佳觀眾票選獎，同年並入圍多項金馬獎獎項及全球各大國際影展之多項肯定，票房表現更是亮眼，為繼李安《色戒》之後台灣首部票房破億的限制級電影，也是2016年台灣華語片唯二破億的電影作品。影評人盛讚《樓下的房客》為藝術與商業雙贏的難得作品，並為亞洲華語電影開啟新類型成功典範。

## 電影作品
| 電影名稱         | 年份   |
| ---------------- | ------ |
| 小時代 (電影)    | 2013年 |
| 小時代：青木時代 | 2013年 |
| 等一個人咖啡     | 2014年 |
| 樓下的房客       | 2016年 |